# Montfred (Talavera)
El Montfred és una muntanya de 833 metres que es troba al municipi de Talavera, a la comarca catalana de la Segarra.
Al cim podem trobar-hi un vèrtex geodèsic (referència 270118001).